# Chaetocnema glabra
Chaetocnema glabra  (лат.) — вид жуков-листоедов рода Chaetocnema трибы земляные блошки из подсемейства козявок (Galerucinae, Chrysomelidae). Южная Азия.  

## Распространение
Встречаются в Южной Азии (Индия, Шри-Ланка).

## Описание
Длина 1,80—2,00 мм, ширина 1,00—1,05 мм. От близких видов отличается комбинацией следующих признаков: отсутствием крыльев, короткими усиками, формой эдеагуса. Переднеспинка и надкрылья гладкие, бронзоватые. Антенномеры усиков желтовато-коричневые (А1–6) или коричневые (А7–11), лапки и голени желтовато-коричневые, передние и средние бёдра желтовато-коричневые, задние бёдра краснокоричневые. Голова гипогнатная (ротовые органы направлены вниз). Надкрылья покрыты несколькими рядами (6—8) многочисленных мелких точек — пунктур. Бока надкрылий выпуклые. Второй и третий вентриты слиты. Средние и задние голени с выемкой на наружной стороне перед вершиной. Переднеспинка без базальной бороздки. Вид был впервые описан в 2019 году в ходе ревизии ориентальной фауны рода Chaetocnema, которую провели энтомологи Александр Константинов (Systematic Entomology Laboratory, USDA, c/o Smithsonian Institution, National Museum of Natural History, Вашингтон, США) и его коллеги из Китая (Ruan Y., Yang X., Zhang M.) и Индии (Prathapan K. D.).